# Григорьевка (Крым)
Григо́рьевка (до сер. XIX века Маме́к; укр. Григорівка, крымскотат. Mamek, Мамек) — село в Красногвардейском районе Республики Крым, входит в состав Янтарненского сельского поселения (согласно административно-территориальному делению Украины — Янтарненского сельского совета Автономной Республики Крым).

## Население
| 2001 | 2014 |
| ---- | ---- |
| 395  | ↘288 |

Всеукраинская перепись 2001 года показала следующее распределение по носителям языка
| Язык             | Процент |
| ---------------- | ------- |
| русский          | 78,73   |
| украинский       | 13,16   |
| крымскотатарский | 8,1     |

### Динамика численности
| - 1805 год — 82 чел. - 1864 год — 13 чел. - 1889 год — 122 чел. - 1892 год — 107 чел. - 1900 год — 144 чел. - 1915 год — —/74 чел. | - 1926 год — 81 чел. - 1939 год — 190 чел. - 1989 год — 435 чел. - 2001 год — 395 чел. - 2009 год — 352 чел. - 2014 год — 288 чел. |

## Современное состояние
На 2017 год в Григорьевке числится 7 улиц; на 2009 год, по данным сельсовета, село занимало площадь 78,9 гектара на которой, в 132 дворах, проживало 353 человека. В селе действуют библиотека, имеется Дом культуры, фельдшерско-акушерский пункт. Село связано автобусным сообщением с райцентром и соседними населёнными пунктами.

## География
Григорьевка — село на западе района, в степном Крыму, высота центра села над уровнем моря — 57 м. Соседнее село — Дубровское в 2,5 км на юг, расстояние до райцентра — около 20 километров (по шоссе), ближайшая железнодорожная станция — Краснопартизанская примерно в 10 километрах. Транспортное сообщение осуществляется по региональным автодорогам 35Н-252 Янтарное — Григорьевка и 35Н-219 Григорьевка — Полтавка (по украинской классификации — С-0-10641 и С-0-10607).

## История
Первое документальное упоминание села встречается в Камеральном Описании Крыма… 1784 года, судя по которому, в последний период Крымского ханства Мамек входил в Ташлынский кадылык Акмечетского каймаканства. После присоединения Крыма к России (8) 19 апреля 1783 года, (8) 19 февраля 1784 года, именным указом Екатерины II сенату, на территории бывшего Крымского Ханства была образована Таврическая область и деревня была приписана к Перекопскому уезду. После Павловских реформ, с 1796 по 1802 год, входила в Акмечетский уезд Новороссийской губернии. По новому административному делению, после создания 8 (20) октября 1802 года Таврической губернии, Мамек был включён в состав Кокчора-Киятской волости Перекопского уезда.
По Ведомости о всех селениях в Перекопском уезде состоящих с показанием в которой волости сколько числом дворов и душ… от 21 октября 1805 года, в деревне Мамек числилось 10 дворов, 75 крымских татар и 5 ясыров. На военно-топографической карте генерал-майора Мухина 1817 года деревня Мегмет обозначена также с 10 дворами. После реформы волостного деления 1829 года Мармек, согласно «Ведомости о казённых волостях Таврической губернии 1829 года», остался в составе Кокчора-Киятской волости. На карте 1836 года в деревне 15 дворов. Видимо, вследствие эмиграции крымских татар в Турцию деревня заметно опустела и на карте 1842 года Мамек обозначен условным знаком «малая деревня», то есть менее 5 дворов.
К 1857 году все прежние жители покинули деревню и земля была куплени купцом Григорием Петровичем Порываем, присвоившим деревне собственное имя Григорьевка.
В 1860-х годах, после земской реформы Александра II, деревню включили в состав Айбарской волости. В «Списке населённых мест Таврической губернии по сведениям 1864 года», составленном по результатам VIII ревизии 1864 года, Григорьевка (или Мамек) — владельческая деревня с 2 дворами и 13 жителями при колодцах. По обследованиям профессора А. Н. Козловского начала 1860-х годов, вода в колодцах деревни была пресная «но весьма глубокая, от от 25 до 30 саженей и более» (53—64 м). На трёхверстовой карте Шуберта 1865 года обозначен ещё Мамек, без указания числа дворов, а на карте, с корректурой 1876 года, в селе Григорьевка 13 дворов и церковь (при этом рядом обозначен Мамек). В 1866 году в селе была освящена каменная церковь с колокольней (возведённая на средства всё того же купца Порывая) с тремя приделами, а прихожан на 1872 год считалось 208 мужчин и 99 женщин. В «Памятной книге Таврической губернии 1889 года» по результатам Х ревизии 1887 года записана сельцо Григорьевка, как центр Григорьевской волости, с 20 дворами и 122 жителями.
После земской реформы 1890 года село отнесли Бютеньской волости. Согласно «…Памятной книжке Таврической губернии на 1892 год», в деревне Григорьевка, находившейся в частном владении, было 107 жителей в 18 домохозяйствах. По «…Памятной книжке Таврической губернии на 1900 год» в деревне числилось 144 жителя в 16 дворах. Примерно в эти годы часть земли арендуют крымские немцы и в селе появляется лютеранская община, в 1904 году насчитывавшая 18 человек. По Статистическому справочнику Таврической губернии. Ч.II-я. Статистический очерк, выпуск пятый Перекопский уезд, 1915 год, на хуторе Григорьевка (она же Мамек) Бютеньской волости Перекопского уезда числилось 4 двора (все дворы с землёй) со смешанным населением без приписных жителей, но с 74 — «посторонними», из которых 40 мужчин и 34 женщины. Жители владели 1384 десятинами удобной земли. В хозяйствах имелось 46 лошадей, 140 волов, 33 коровы и 108 голов мелкого скота.
После установления в Крыму Советской власти и учреждения 18 октября 1921 года Крымской АССР, в составе Симферопольского уезда был образован Биюк-Онларский район, в состав которого включили село. В 1922 году уезды получили название округов. 11 октября 1923 года, согласно постановлению ВЦИК, в административное деление Крымской АССР были внесены изменения, в результате которых был ликвидирован Биюк-Онларский район и село включили в состав Симферопольского. Согласно Списку населённых пунктов Крымской АССР по Всесоюзной переписи 17 декабря 1926 года, в селе Григорьевка, центре упразднённого к 1940 году Григорьевского сельсовета Симферопольского района, числилось 19 дворов, из них 16 крестьянских, население составляло 81 человек, из них 50 русских, 15 немцев, 12 украинцев, 3 эстонца, 1 записан в графе «прочие». Постановлением КрымЦИКа «О реорганизации сети районов Крымской АССР» от 15 сентября 1930 года был вновь создан Биюк-Онларский район, теперь как немецкий национальный (лишённый статуса национального постановлением Оргбюро ЦК КПСС от 20 февраля 1939 года) (указом Президиума Верховного Совета РСФСР № 621/6 от 14 декабря 1944 года переименованный в Октябрьский) село включили в его состав, позднее был упразднён сельсовет. К 1935 году Григорьевка была одним из отделений Симферопольского зерносовхоза, а церковь была закрыта и превращена в клуб. с По данным всесоюзная перепись населения 1939 года в селе проживало 190 человек.
Вскоре после начала Великой Отечественной войны, 18 августа 1941 года крымские немцы были выселены, сначала в Ставропольский край, а затем в Сибирь и северный Казахстан.
После освобождения Крыма от фашистов, 12 августа 1944 года было принято постановление № ГОКО-6372с «О переселении колхозников в районы Крыма» и в сентябре 1944 года в район приехали первые новосёлы (57 семей) из Винницкой и Киевской областей, а в начале 1950-х годов последовала вторая волна переселенцев из различных областей Украины. С 25 июня 1946 года Григорьевка в составе Крымской области РСФСР, а 26 апреля 1954 года Крымская область была передана из состава РСФСР в состав УССР. Время включения в Краснознаменский сельсовет пока не установлено: на 15 июня 1960 года село уже числилось в его составе. После упразднения 30 декабря 1962 года, согласно указу Президиума Верховного Совета УССР «Об укрупнении сельских районов Крымской области», Октябрьского района, Григорьевку включили в состав Красногвардейского. К 1977 году село передали в Янтарненский сельсовет. По данным переписи 1989 года в селе проживало 435 человек. С 12 февраля 1991 года село в восстановленной Крымской АССР, 26 февраля 1992 года переименованной в Автономную Республику Крым. С 21 марта 2014 года в составе Крыма аннексирована Россией.